# Оскар фон Нідермаєр
Оскар Нідермаєр, з 21 лютого 1919 року — Ріттер фон Нідермаєр (нім. Oskar Ritter von Niedermayer; 8 листопада 1885, Фрайзінг, Німецька імперія — 25 вересня 1948, Владимир, РРФСР) — німецький військовий діяч, генерал-майор вермахту. Кавалер лицарського хреста Військового ордена Максиміліана Йозефа.

## Біографія
Син архітектора. Походив з купецько-чиновницької родини. У 1905 році вступив в 10-й полк польової артилерії в Ерлангені. Після отримання офіцерського звання йому дозволили здобути освіту, одночасно продовживши службу в армії. У 1910 році закінчив артилерійське училище. Вивчав природознавство, географію та іранські мови. У 1912-14 роках здійснив дослідницьку поїздку по Персії та Індії, також відвідав Єгипет, Аравію і Палестину. Був першим європейцем, який відвідав пустелю Деште-Лут.
У серпні 1914 року вирушив у складі 10-го артполку на Західний фронт, але вже в жовтні 1914 року його відкликали до Берліна і відрядили до Туреччини для виконання секретної місії на Сході. У грудні 1914 року призначений головою німецько-турецької експедиції в Афганістан, метою якої було підняття проти англійського колоніального панування підвладних Великій Британії пуштунів та індійців. Військова експедиція була організована з ініціативи військового міністра Туреччини Енвер-паші німецьким і турецьким генштабами. Аж до травня 1916 року Нідермаєр знаходився в Кабулі, лише зрідка і ненадовго виїжджаючи за його межі. Він багато разів вів переговори з еміром Хабібулла-ханом і представниками афганських урядових кіл. Нідермаєр від імені імператора пообіцяв еміру, в разі його вступу у війну на боці Німеччини, надати йому допомогу в створенні так званого Великого Афганістану, тобто приєднати до нього англійський і перський Белуджистан. У березні 1918 року повернувся до Німеччини. Учасник боїв на Західному фронті, в Шампані і Фландрії.
Після закінчення війни вивчав філологію і географію в Мюнхенському університеті. З квітня 1919 року служив у фрайкорі Еппа, який бився проти Баварської радянської республіки. У грудні 1919 року вступив на службу в рейхсвер. У 1922-32 роках керував спецгрупою рейхсверу «Р», що займалася німецько-радянським таємним військовим співробітництвом, працював в СРСР. У 1933 році вступив в НСДАП. У тому ж році захистив докторську дисертацію. У 1935 році вступив в вермахт як стройового службовця.
З жовтня 1939 року — офіцер ОКВ. Після початку Німецько-радянської війни неодноразово подавав прохання про переведення на фронт. З 13 травня 1943 по 21 травня 1944 року — командир 162-ї піхотної дивізії. Разом зі своїм підрозділом в 1943-44 роках брав участь в антипартизанських акціях на Балканах, потім служив в Італії. З травня 1944 року — військовий радник у Франції. У серпні 1944 року необережно висловився про східну політику Адольфа Гітлера, що призвело до звинувачення в пораженстві і арешту в тюрмі Торгау. У квітні 1945 року звільнений американськими військами.
Після капітуляції Німеччини переїхав в Регенсбург, однак незабаром був арештований радянськими військами в Карлсбаді і переведений в московську в'язницю. За рішенням Особливої наради при МДБ СРСР від 10 липня 1948 року засуджений до 25 років ув'язнення. Помер від туберкульозу.

## Звання
- Фанен-юнкер (15 липня 1905)
- Фенріх (24 лютого 1906)
- Лейтенант (8 березня 1907)
- Оберлейтенант (5 січня 1914)
- Гауптман (17 серпня 1916)
- Майор запасу (1 серпня 1922)
- Майор служби комплектування (1 травня 1932)
- Оберстлейтенант служби комплектування (1 жовтня 1932)
- Оберст служби комплектування (1 жовтня 1938)
- Оберст (1 травня 1942; патент від 1 жовтня 1938)
- Генерал-майор (1 вересня 1942)

## Нагороди
- Медаль принца-регента Луїтпольда
- Орден «За заслуги» (Баварія) 4-го класу з короною і мечами
  - орден (11 вересня 1914)
  - орден з короною (25 травня 1918)
- Залізний хрест
  - 2-го класу (8 жовтня 1914)
  - 1-го класу (листопад 1915)
- Військова медаль (Османська імперія) (жовтень 1916)
- Медаль «Ліакат» з шаблями (1 грудня 1916)
- Орден «Османіє» 4-го ступеня (квітень 1917)
- Королівський орден дому Гогенцоллернів, лицарський хрест з мечами (липень 1917)
- Хрест «За військові заслуги» (Австро-Угорщина) 3-го класу з військовою відзнакою і мечами
- Нагрудний знак «За поранення» в чорному
- Орден «За військові заслуги» (Болгарія) 4-го класу
- Військовий орден Максиміліана Йозефа, лицарський хрест (21 лютого 1919) — нагороджений «заднім числом» (офіційна дата — 5 вересня 1916)
- Почесний хрест ветерана війни з мечами
- Медаль «За вислугу років у Вермахті» 4-го, 3-го і 2-го класу (18 років)
- Хрест Воєнних заслуг 2-го і 1-го класу з мечами
- Застібка до Залізного хреста 2-го і 1-го класу